# Macaranga faiketo
Macaranga faiketo là một loài thực vật có hoa trong họ Đại kích. Loài này được Whitmore mô tả khoa học đầu tiên năm 1980.